# نجوم FU الجبار
في علم تطور النجوم نجوم إف يو الجبار (بالإنجليزية: FU Orionis star) نجوم قبل النسق الأساسي ومن فئة متغير جبار التي يرتفع مقدار سطوعها إلى 5-6 مقادير، ثم يهبط ليصل إلى واحد.وتبقى على هذ القدر لعدة عقود.
يمتد سطوع نجوم إف يو الجبار على مدى فترة تتراوح مابين 100 يوم إلى سنة واحدة.ارتفاع معدل السطوع لا يقل عن 5 امثال ثم ينخفض ببطء شديد مرة أخرى.
ويتقلب لمعان نجوم إف يو الجبار من نجوم النسق الأساسي نوع-K إلى لمعان عملاق ضخم من الفئة- F.تمت تسمية هذه النجوم نسبة إلى نوع النجم إف يو الجبار في كوكبة الجبار .ومن الأمثلة على نجوم النجم V1515 الدجاجة 
والنجم V1647 الجبار 
النموذج الحالي لهذة النجوم وضع أساسا من قبل لي هارتمان وزميلة سكوت جاي كينيون.